# Гриндейлская муниципальная школа
Гриндейлская муниципальная школа (англ. Greendale Community School) — бывшая муниципальная средняя школа, расположенная в северном пригороде Дублина, Килбарраке (Ирландия), недалеко от границы с Рахени.

## Место нахождения
Гриндейлская средняя школа была расположена на территории площадью около 4,5 акра (18 210 м2), рядом с пригородной железнодорожной станцией Килбаррак DART и торговым центром Гриндейл. На территории школы находилась баскетбольная площадка, которая когда-то использовалась баскетбольным клубом Киллестер, а позже клубом KUBS Basket Ball Club.

## История
Гриндейлская средняя школа была построена в середине 1970-х годов и открылась в 1975 году. Она была рассчитана не менее чем на 800 учеников. Количество учащихся быстро превысило вместимость школы, поэтому в начале 1980-х годов были проведены работы по её расширению, что позволило принять до 900 учеников. Однако к 1996 году число учеников сократилось до 449, затем до 215 в начале 2003—2004 учебного года и до 160 в 2006 году. В дополнение к дневному обучению, Гриндейлская школа долгое время предлагала ряд вечерних курсов и инициатив по обучению взрослых, одновременно принимая до 1400 студентов.
В 1999 в школе был проведён капитальный ремонт на средства от гранта Министерства образования и науки.
В 2000 году Мэри Макэлис, президент Ирландии, поздравила школу с 25-летним юбилеем.
По словам министра образования, в марте 2004 года попечители Гриндейлской средней школы приняли решение о прекращении приёма новых учеников с сентября 2004 года, а в июне 2007 года собирались закрыть её полностью. После этого право собственности на здание школы должно было перейти к Министерству образования. В середине февраля 2007 года состоялась большая встреча бывших учеников и учителей школы.
Закрытие школы вызвало некоторые споры, в том числе из-за ожидаемого строительства большого количества домов в радиусе 2 миль (3,2 км) от Килбаррака (в том числе в Балгриффине и Балдойле). В апреле 2007 года было объявлено, что помещения школы будут по-прежнему использоваться в образовательных целях. 30 июня 2007 года школа была закрыта.

## Персонал
Среди бывших учителей школы — драматург и кинорежиссер Пол Мерсье, обладатель Букеровской премии Родди Дойл, писательница Кэтрин Данн, а также бывший полузащитник футбольного клуба «Дублин» Брайан Маллинз. Художественный руководитель театральной труппы Passion Machine Пол Мерсье позже заявил: «Всё меняется с бешеной скоростью. Но на самом деле в обществе исчезают вещи, которые работали. И Гриндейл работал».
Директором школы с момента открытия и до закрытия был Энтон Кэрролл.